# Sehotepibre
Sehotepibre ("El que satisfà el cor de Ra") fou un faraó de la dinastia XIII d'Egipte.
Apareix esmentat al Papir de Torí. És possible que es tracti del mateix faraó que Hotepibre i que la inscripció mancada del Se inicial sigui un error. Amenemhet I també va portar el nom de regnat de Sehotepibre, per la qual cosa de vegades aquest faraó s'esmenta com a Sehotepibre II. Va regnar uns dos anys.